# 分子軌道ダイアグラム
分子軌道ダイアグラム（ぶんしきどうダイアグラム、英: molecular orbital diagram、MOダイアグラム、分子軌道概略図）は、一般に分子軌道法、具体的には原子軌道による線形結合法（LCAO法）の観点から分子中の化学結合を説明するための定性的表現手法である。これらの理論の基本原理は、原子が結合し分子を作る時に一定数の原子軌道が組み合わさり同数の分子軌道を形成するが、関与する電子は軌道間で再配分できる、というものである。この手法は、二水素、二酸素、一酸化炭素といった単純な二原子分子に非常によく適しているが、メタンといった多原子分子について議論する時はより複雑となる。MOダイアグラムは何故ある分子は存在できるが一方は存在できないのか、結合がどの程度強いのか、そしてどの電子遷移が起こり得るのかを説明する。本項では以後、MOは分子軌道を、AOは原子軌道を意味する。

## 歴史
定性的MO理論は1928年にロバート・マリケンおよびフリードリッヒ・フントによって発表された。数学的記述はダグラス・ハートリーによって1928年に、ウラジミール・フォックによって1930年に与えられた。

## 基本原則
分子軌道ダイアグラムは、MOエネルギー準位の概略図（英: diagram）である。MOエネルギー準位は図中央に短い横線として示されており、横には比較のため構成するAOエネルギー準位が示されている。エネルギー準位は低エネルギーが下方に、高エネルギーが上方に示されている。斜めの破線で描かれることが多い線が、MO準位とそれらを構成するAO準位を繋げている。縮退したエネルギー準位は通常並んで示される。適切なAOおよびMO準位は電子スピンを示す短い縦矢印によって象徴された電子によって埋められる。AOあるいはMOの形状それ自身はこれらの概略図に示されることは少ない。二原子分子では、MOダイアグラムは2つの原子間の結合のエネルギー論を効果的に示す。メタン  (CH4) あるいは二酸化炭素 (CO2) といった「中心原子」を持つような単純な多原子分子では、中心原子のAO準位が一方に示され、中心原子に結合しているその他の原子のAO準位はもう一方に示される。その他の多原子分子では、MOダイアグラムは分子内で関心を持っている結合だけが示される。単純な分子においてさえも、単純化のため内部軌道および内部軌道電子は概略図から省かれることが多い。
MO理論では、分子軌道は原子軌道の重なり合いによって形成される。原子軌道のエネルギーは電気陰性度と相関しており、より電気陰性度の高い原子は電子をより強く引き付けるためエネルギーは低下する。MOの取り扱いは原子軌道が同等のエネルギーレベルにある時のみ有効である。エネルギー差が大きい時は結合様式はイオン結合となる。原子軌道の重なり合いのための2つ目の条件は、それらが同じ対称性を有していることである。

二水素のMOダイアグラム。ここでは、電子が点で示されている。

2つの原子軌道は、それらの位相関係に依存して2つの方法で重なり合うことができる。軌道の位相は電子の波の様な特性の直接の結果である。軌道の図式的な描写では、軌道の位相はプラスあるいはマイナス符号（これらは電荷とは無関係である）あるいは一方のローブを暗くすることによって示されている。位相の符号それ自身は、軌道を混合し分子軌道を形成する時を除いては物理的意味を持たない。
2つの同符号の軌道は、電子密度の大半が2つの核の間に位置する分子軌道を形成する重なり合いを有する。このMOは結合性軌道と呼ばれ、そのエネルギーは元々の原子軌道のものより低い。結合軸の周りの回転に対して対称的な分子軌道が関与する結合は、σ結合（シグマ—）と呼ばれる。位相が変化すると、結合はπ結合（パイ—）となる。対称性のラベルは軌道が中心での反転後に元々の特徴を維持しているかどうかによってさらに定義される。原点対称の場合は偶（独: gerade、g）、非対称の場合は奇（独: ungerade、u）と定義される。
原子軌道はまた、位相がずれた状態でも互いに相互作用できる。この時、2つの核の間の節面（垂直の破線で示される）では電子密度がゼロとなる。元の原子軌道よりもずっと高いエネルギーを持つこの反結合性軌道では、電子は核間中心軸から離れたローブに位置している。対応するσ結合軌道では、このような軌道は対称であるが、σ*のようにアスタリスクで区別される。π結合では、対応する結合性ならびに反結合性軌道は結合軸の周りにそのような対称性を有しておらず、それぞれπならびにπ*と呼ばれる。
MOダイアグラムを作る次の段階は、新たに形成された分子軌道を電子で満たすことである。以下の3つの一般則が適用される。
- 増成原理は、軌道は最も低いエネルギーから満たされる、と述べている。
- パウリの排他原理は、軌道を占める電子の最大数は2で、電子のスピンの方向性は逆である、と述べている
- フントの規則は、同じエネルギーの軌道に電子が配置する場合には、許される限りスピンを平行にして異なる軌道に入る、と述べている。

エネルギーが最大の電子で満たされたMOは最高被占軌道（Highest Occupied Molecular Orbital、HOMO）と呼ばれ、HOMOのすぐ上の空MOは最低空軌道（Lowest Unoccupied Molecular Orbital、LUMO）と呼ばれる。結合性軌道中の電子は結合性電子、反結合性軌道中の電子は反結合性電子と呼ばれる。これらの電子のエネルギーの減少は、化学結合形成の駆動力となる。対称性あるいはエネルギーの理由により原子軌道の混合が不可能な時は、非結合性軌道が作られる。非結合性軌道は、元の構成AOと非常に似ており、エネルギーレベルも同じか近いため、結合エネルギーに寄与しない。得られた電子配置は結合型、偶奇性（パリティ）、占有状態によって説明される（例: 二水素の1σg2）。代わりに他のシンボルを用いて書くこともできる（例: 二水素の1Σg+）。非結合性軌道を表わすのに記号nが使用されることがある。
安定結合では、
結合次数 = (結合性MO中の電子数 − 反結合性MO中の電子数)/2
で定義される結合次数は正となる。
MOエネルギーの相対順位および占有状態は光電子分光 (PES) で見られる電子遷移と一致する。このような方法で、MO理論を実験的に実証することが可能である。一般的に、鋭いPES遷移は非結合性電子を示し、広いバンドは非局在化した結合性ならびに反結合性電子の指標である。バンドは、分子カチオンの振動モードに対応する間隔を持つ微細構造に分解することができる（フランク＝コンドンの原理を参照）。PESエネルギーはイオン化エネルギー（n − 1電子が取り除かれた後にn次電子を奪うために必要なエネルギーと関連している）とは異なる。エネルギー値を有するMOダイアグラムは、ハートリー-フォック法を用いて数学的に得ることができる。全てのMOダイアグラムの開始点は、問題とされる分子の所定の分子構造である。構造と軌道エネルギーの間の厳密な相関はウォルシュダイアグラムで与えられる。

## s-p混合
分子において、同じ対称性の軌道は混ぜることができる。s-pギャップが増加する (C<N<O<F) につれて、こういった混合はその重要性を失い、その結果として等核二原子分子であるN2とO2との間の3σgと1πuのMO準位が逆転する。

## 二原子MOダイアグラムの例

### 二水素
最も小さな分子である水素ガスは、2つの水素原子間に1つの共有結合を有する二水素 (H-H) として存在している。それぞれの水素原子は1つの電子に対する1つの1s原子軌道を有しているため、これら2つの原子軌道の重なり合いによって結合が形成される。図では、2つの原子軌道が左側および右側に描かれている。縦軸は常に軌道エネルギーを表わしている。それぞれの原子軌道は、電子を表わす上向きあるいは下向き矢印で一つずつ占められている。
二水素に対するMO理論の応用によって、両方の電子は電子配置1σg2を有する結合性軌道中に入る。二水素に対する結合次数は(2-0)/2 = 1である。二水素の光電子スペクトルは、16と18 eV（電子ボルト）の間の一組の多重線を示している。
二水素のMOダイアグラムは、どのように結合が壊れるかを説明する助けとなる。二水素にエネルギーを与える時、結合性MO中の1個の電子が反結合性MOに上がる分子電子遷移が起こる。結果、結合を作るエネルギーは打ち消されゼロとなる。

### 二ヘリウムおよび二ベリリウム
二ヘリウム (He-He) は仮想上の分子であり、なぜ二ヘリウムが自然界に存在しないかをMO理論によって説明することができる。二ヘリウムのMOダイアグラム（それぞれの1s AOに2個の電子が入っている）は二水素のMOダイアグラムと非常に似ているように見えるが、この場合は新たに形成された分子軌道に入る電子が2個ではなく4個である。
これを達成する唯一の方法は結合性ならびに反結合性軌道をどちらも2つの電子で満たすことであり、結果として結合次数はゼロ（(2-2)/2）となり、エネルギー安定化は打ち消される。
この原理に基づいて可能性がなくなるもう一つの分子は二ベリリウムである。ベリリウムは電子配置1s22s2を持つため、ヘリウムと同様に価電子準位に2つの電子を持つ。しかしながら、水素あるいはヘリウムの原子価準位にはp軌道が存在しないのに対して、ジベリリウムでは2s軌道が2p軌道と混ざることができる。この混合によって、反結合性1σuは結合性1σg軌道が結合性であるよりもわずかに反結合性でなくなり、正味の影響として全体の配置はわずかに結合性の性質を持つ。ゆえに、ジベリリウム分子は存在する（気相において観測されている）。
二ヘリウムから電子を1個除去することによって、結合次数1/2の安定な気相化学種He2+イオンが形成される。そうは言っても解離エネルギーはわずか59 kJ·mol−1と低い。

### 二リチウム
MO理論は、二リチウム (dilithium) が結合次数1（電子配置1σg21σu22σg2）を持つ安定な分子であることを正確に予測する。1s分子軌道は完全に満たされており、結合に関与しない。
二リチウムは、水素分子よりもかなり低い結合強度の気相分子である。これは、2s電子が核からさらに追いやられているためである。より詳細な解析では、両方の1σ軌道が1s原子軌道よりも高いエネルギーを有しており、被占2σ軌道もまた2s原子軌道よりもエネルギー的に高い（表1を参照）。

### 二ホウ素
二ホウ素（diboron、B-B、ホウ素の電子配置: 1s22s22p1）のMOダイアグラムは、p軌道のための原子軌道重なり合いモデルの導入を必要とする。3つのダンベル形のp軌道は等しいエネルギーを有しており、相互に垂直に（直交して）配置されている。x軸方向を向いたp軌道（px）は、真横から重なり合い、結合性（対称性）σ軌道および反結合性σ*軌道を形成することができる。σ 1s分子軌道と対照的に、σ 2pは核の両側にいくらかの非結合性電子密度を有し、σ* 2pは核間にいくらかの電子密度を有する
その他2つのp軌道、pyおよびpzは側面から重なり合うことができる。得られた結合性軌道は分子平面の上下に2つローブ形の電子密度を有する。この軌道は分子軸の周りに対称的ではなく、ゆえにπ軌道である。反結合性π軌道（非対称的）は、核から離れる方を向いた4つのローブを有する。pyおよびpz軌道は両方ともエネルギー的に等しい（縮退した）1対のπ軌道を形成し、σ軌道のものよりも高いあるいは低いエネルギーを持つことができる。
二ホウ素では、1sおよび2s電子は結合に関与しないが、2p軌道の電子が2πpyおよび2πpzを占有し、結合次数は1となる。これらの電子はエネルギー的に等しい（縮退している）ため、二ホウ素はジラジカルであり、スピンが平行であることから化合物は常磁性である。
あるジボリンでは、ホウ素原子は励起しており、結合次数は3である。

### 二炭素
二ホウ素と同様に、二炭素（C-C、電子配置: 1s22s22p2、MOの電子配置: 2σg22σu21πu4）は、反応性気相分子である。追加される2個の電子は2πp分子軌道に置かれ、結合次数は2に増加する。

### 二窒素
二窒素（2σg22σu21πu43σg2）の結合次数は、2個の電子が3σ分子軌道に追加されるため3となる。MOダイアグラムは窒素の実験的光電子スペクトルと相関している。1σ電子は410 eVのピーク（ブロード）と一致させることができ、2σg電子は37 eV（ブロード）、2σu電子は19 eV（二重線）、 1πu4電子は17 eV（多重線）、3σg2電子は15.5 eV（シャープ）と一致させることができる。

### 二酸素
二酸素のMOによる取り扱いは、pσ分子軌道がエネルギー的に2π軌道よりも低くなるため、これまでの二原子分子のものとは異なっている。これは、2s分子軌道と2pz分子軌道との間の相互作用が関係している。窒素分子までの等核二原子分子では、2s軌道から出来る結合性のσ2s（酸素分子のダイアグラム図中の2σg）と2p軌道から出来る結合性のσ2p（同3σg）のエネルギーが比較的近い。このため両者の軌道は混じり合い再構成され、エネルギーの低いσ2sはさらにエネルギーが低く、エネルギーの高いσ2pはさらにエネルギーが高くなっている。この結果、窒素分子までの等核二原子分子ではエネルギーの高くなったσ2pがπ結合の軌道であるπ2p（図中1πuxおよび1πuy）よりも上のエネルギーに位置していた（なお結合性のσ軌道は、対称性が異なるため反結合性軌道やπ結合の軌道とは混じり合わない）。原子軌道でのs軌道とp軌道のエネルギー差を考えると、これは周期表を右に行くほど大きくなる。この結果、上述のσ2sとσ2pのエネルギー差も次第に大きくなり、両者の混じり合いも周期表の右に行くほど小さくなる。σ2s軌道との混じり合いによりπ2p軌道よりエネルギーが高く押し上げられていたσ2p軌道が周期表を右に行くに従い下がっていき、本来の位置であるπ2p軌道の下へと入れ替わるのがこの酸素分子となる。8個の電子を6つの分子軌道へ分配すると、最後の2個の電子が2pπ*反結合性軌道に縮退した対として残り、その結果として結合次数は2となる。二ホウ素や酸素分子の最安定状態のように対を作っていない2つの電子が同じスピンを持つ状態は三重項と呼ばれており、スピンが打ち消し合わないため磁性を示す。特に酸素分子は我々の身近に存在するため昔から詳しく調べられており、例えばスピンが同じ方向を向いている三重項酸素と、HOMO電子が1つの軌道に逆向きのスピンで対となっている一重項酸素とのエネルギーや反応性の違いなどが古くから知られている。
O2+ (112.2 pm)、O2 (121 pm)、O2− (128 pm)、O22− (149 pm) の順に結合次数は低下し、結合長は増加する。

### 二フッ素および二ネオン

二フッ素のMOダイアグラム

二フッ素では、さらに2つの電子が2pπ*を占有し、結合次数は1となる。二ネオン（Ne2）は、二ヘリウムのように結合性電子と反結合性電子の数が等しくなるため、化合物は存在しない。

### 二モリブデンおよび二タングステン

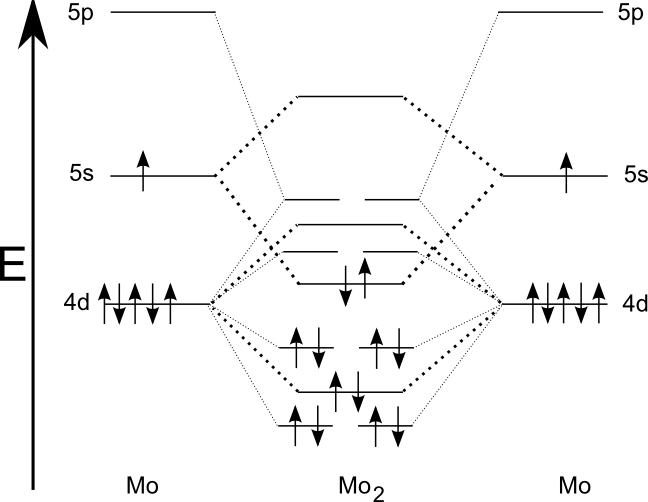
二モリブデンのMOダイアグラム

二モリブデン（Mo2）は、六重結合を持つことで有名である。この六重結合には、2つのσ結合（4dz2および5s）、2つのπ結合（4dxzおよび4dyz）、2つのδ結合（4dx2 − y2および4dxy）が含まれる。二タングステン（W2）は同様の構造を持つ。

## MOエネルギーの概要
表1は二原子分子の分子軌道エネルギーと原子軌道エネルギーを示している。
| 表1. 二原子分子のMOエネルギーの計算値（単位: ハートリー） |         |         |         |           |           |           |          |
|                                                           | H2      | Li2     | B2      | C2        | N2        | O2        | F2       |
| --------------------------------------------------------- | ------- | ------- | ------- | --------- | --------- | --------- | -------- |
| 1σg                                                       | -0.5969 | -2.4523 | -7.7040 | - 11.3598 | - 15.6820 | - 20.7296 | -26.4289 |
| 1σu                                                       |         | -2.4520 | -7.7032 | -11.3575  | -15.6783  | -20.7286  | -26.4286 |
| 2σg                                                       |         | -0.1816 | -0.7057 | -1.0613   | -1.4736   | -1.6488   | -1.7620  |
| 2σu                                                       |         |         | -0.3637 | -0.5172   | -0.7780   | -1.0987   | -1.4997  |
| 3σg                                                       |         |         |         |           | -0.6350   | -0.7358   | -0.7504  |
| 1πu                                                       |         |         | -0.3594 | -0.4579   | -0.6154   | -0.7052   | -0.8097  |
| 1πg                                                       |         |         |         |           |           | -0.5319   | -0.6682  |
| 1s (AO)                                                   | -0.5    | -2.4778 | -7.6953 | -11.3255  | -15.6289  | -20.6686  | -26.3829 |
| 2s (AO)                                                   |         | -0.1963 | -0.4947 | -0.7056   | -0.9452   | -1.2443   | -1.5726  |
| 2p (AO)                                                   |         |         | -0.3099 | -0.4333   | -0.5677   | -0.6319   | -0.7300  |

## 異核二原子分子
異核二原子分子では、原子軌道の混合は電気陰性度の値が似ている時にのみ起こる。一酸化炭素（CO、二窒素と等電子的）では、酸素2s軌道は炭素2s軌道よりもエネルギー的にかなり低いため、混合の度合いは低い。電子配置1σ21σ*22σ22σ*21π43σ2は窒素のものと同一である。下付き文字gおよびuは、分子が対称中心を欠いているためにもはや適用されない。
フッ化水素 (HF) では、水素1s軌道のエネルギーとフッ素2p軌道のエネルギーが実験的に同等であるため、水素1s軌道とフッ素2pz軌道はσ結合を形成するために混合できる。HFの電子配置1σ22σ23σ21π4は、その他の電子が3つの孤立電子対に残っていること、結合次数が1であることが反映されている。

## 三原子分子

### 二酸化炭素
二酸化炭素（CO2）は、原子価殻に総計16個の結合性電子を持つ直線分子である。炭素が分子の中心原子であり、主軸であるz軸が炭素の中心と2つの酸素原子を通る単一の軸として視覚化されている。慣習的にシュレーディンガー方程式の解からの波動関数について、青い原子軌道ローブが正の位相、赤い原子軌道ローブが負の位相を示す。二酸化炭素では、炭素2s（−19.4 eV）、炭素 2p（−10.7 eV）、酸素 2p（−15.9 eV）軌道のエネルギーが近接しているが、酸素2s軌道のエネルギー（−32.4 eV）は離れている。
炭素およびそれぞれの酸素原子は2s原子軌道および2p原子軌道を持ち、p軌道はpx、py、pzに分割される。これらの得られた原子軌道に、主軸の周りの回転について対称性ラベルが推定される。位相変化が起こるものがπ結合、位相変化が起きないものがσ結合として知られている。対称性ラベルは、原子軌道が中心原子での反転後に元の特性を維持しているかどうかでさらに定義される。原子軌道が元の特性を保持していれば偶（gerade、g）と定義され、元の特性を維持していなければ奇（ungerade、u）と定義される。最終的な対称性がラベルされた原子軌道は既約表現として知られている。
二酸化炭素の分子軌道は、原子軌道エネルギーが近い同じ既約表現の原子軌道による線形結合法（LCAO法）によって作られる。顕著な原子軌道の重なり合いによって、なぜsp結合が起こるかが説明される。酸素2s原子軌道の強い混合は予想されず、これは非結合性縮退分子軌道である。似た原子軌道/波動関数の組み合わせおよび原子軌道/波動関数の逆組み合わせは、非結合性（変化なし）、結合性（どちらの親軌道エネルギーよりも低い）、反結合性（どちらの親原子軌道エネルギーよりも高い）分子軌道と関連した特定のエネルギーを作る。

二酸化炭素のMOモデル
二酸化炭素の原子軌道
二酸化炭素の分子軌道
二酸化炭素のMOダイアグラム

### 水
水（H2O）は、C2v分子対称性を持つ折れ線形分子（105°）である。酸素の原子軌道はそれらの対称性に応じて、2s2軌道はa1、2p軌道の4個の電子はb1（2px）、b2（2py）、a1（2pz）とラベルされる。2つの水素1s軌道はa1（結合性）およびb2（反結合性）MOを形成するために予め混合される（対称適合線形結合）。
| C2v | E | C2 | σv(xz) | σv'(yz) |       |            |
| --- | - | -- | ------ | ------- | ----- | ---------- |
| A1  | 1 | 1  | 1      | 1       | z     | x2, y2, z2 |
| A2  | 1 | 1  | −1     | −1      | Rz    | xy         |
| B1  | 1 | −1 | 1      | −1      | x, Ry | xz         |
| B2  | 1 | −1 | −1     | 1       | y, Rx | yz         |

同等のエネルギーの同じ対称性を持つ軌道間で混合が起こり、その結果新しいMOの組が作られる。
- 最低エネルギーのMOである1a1はほぼ純粋に酸素1s軌道である。
- 2a1 MOは酸素2s AOと水素σ MOの混合により作られる。さらに酸素2pz AOが少し混合することにより軌道エネルギーが低下し、結合が強くなる。
- 1b2 MOは酸素2py AOと水素b2 MOとが混合し生じる。
- 3a1 MOは酸素2pz AOと水素σ MOの混合により作られる。さらに酸素2s AOが少し混合することにより軌道エネルギーが上昇し、結合が弱くなる。
- 1b1非結合性MOは酸素2px AO（分子平面に対して垂直なp軌道）である。

この説明と一致して、水の光電子スペクトルは、1b2 MO (18.5 eV) および 3a1 MO (14.5 eV) のブロードなピークと非結合性1b1 MO (12.5  eV) の鋭いピークを示す。1b1 MOは孤立電子対である。この水のMOによる取り扱いでは、2つの等価な「ウサギの耳」に似た孤立電子対を持ってはいない。ただし得られた分子軌道をさらに混成させれば、3a1、1b2、2a1 MOを局在化させ、2つのO-H結合と1つの面内孤立電子対を作ることもできる。
硫化水素 (H2S) も8個の価電子のC2v対称性を有しているが、結合角はわずか92°である。光電子スペクトルの通り、水と比較して5a1 MO（水における3a1 MOに相当）は安定化（重なりが大きい）され、2b2 MO（水における1b2 MOに相当）は不安定化（重なりが小さい）されている。